# Ель-Соплао

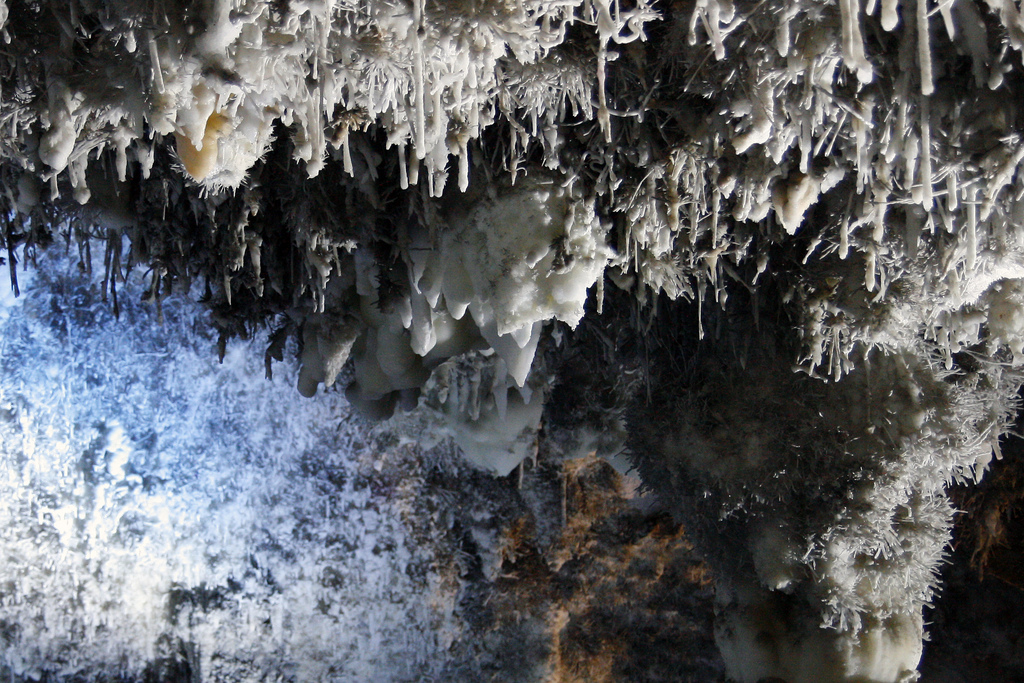
Геліктити в Ель-Соплао

kolossus-glwiki 43°17′48″ пн. ш. 4°24′37″ зх. д. / 43.29667° пн. ш. 4.41028° зх. д.
Ель-Соплао (ісп. Cueva el Soplao) — печера, розташована на території муніципалітетів Вальдаліга, Ріонанса і Ерреріас в  Кантабрії, Іспанія. Відома своїми хемогенними відкладеннями, формування яких почалося ще в часи мезозою, і, особливо, в крейдяний період 240 млн років тому. Загальна довжина ходів печери складає 17 км, висота входу 540 м.

## Історія відкриття
Територія Сьєрра-де-Арнеро, де розташована печера, уперше притягнула увагу геологів в середині XIX століття, коли почалися дослідження гірничодобувних компаній на території Кантабрії, що шукали поклади цинку. Саме тоді, одна з таких компаній, Grupo Minero de La Florida, почала гірські розробки в районі Сьєрра-де-Арнеро, ввівши в експлуатацію шахту La Isidra. Між 1908—1910 роками, під час розширення підземного тунелю, робітники і виявили порожнину, що виявилася печерою з багатьма гротами і проходами. Згодом, гірничодобувна компанія використала печеру як природний тунель для вентиляції шахт і транспортного сполучення. У 1975 році вісім чоловік з Кантабрійського спелеологічного клубу уперше досліджували печеру, і дали їй, під враженням від побаченого, сучасну назву — Ель-Соплао.
1 липня 2005 року Уряд Кантабрії відкрив частина проходів і галерей для відвідування, з метою подальшого дослідження залишків матеріальної культури в цих місцях і залучення туристів.
У 2000-х роках в печері було виявлено рештки невідомих комах, а також рослин, чий вік перевищує 110 млн років. За словами Рафаеля Лосано, вченого з Інституту геології і гірської здобичі Іспанії, Ель-Соплао — «знахідка для наукового співтовариства».

## Фототека

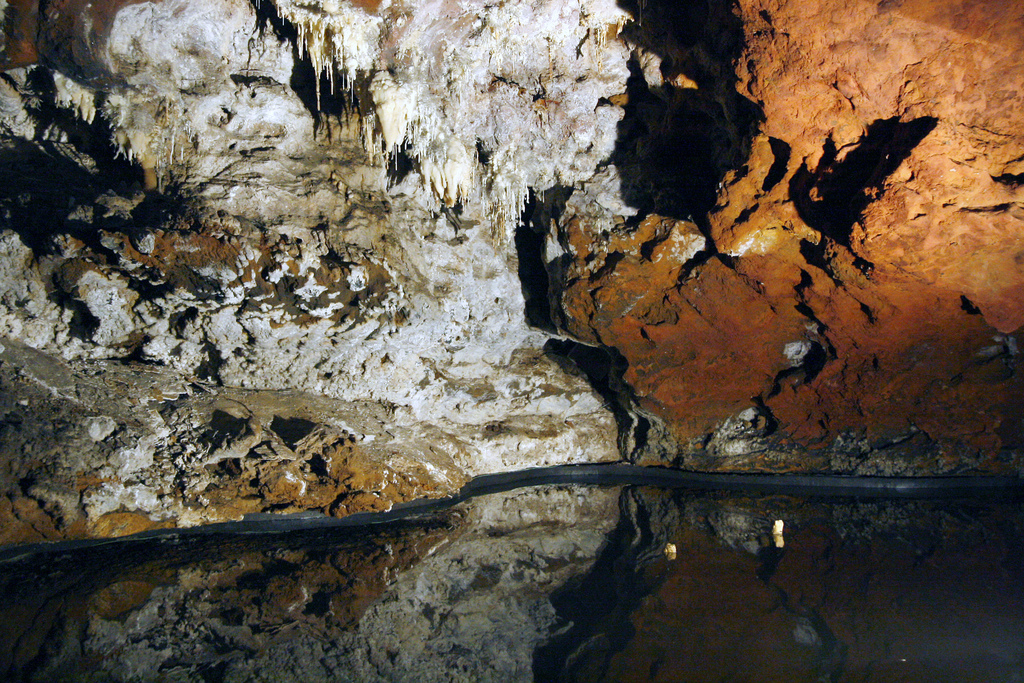
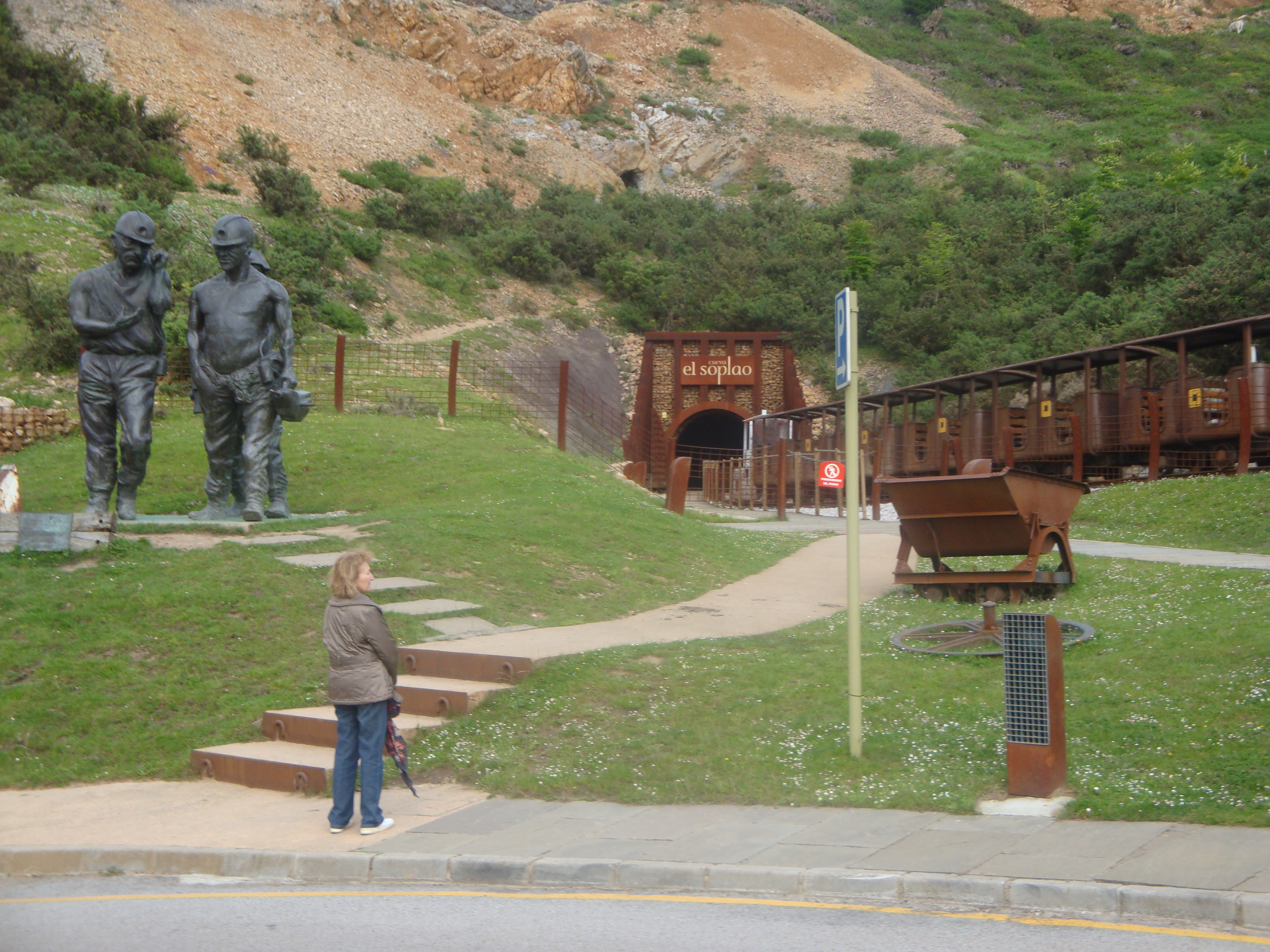
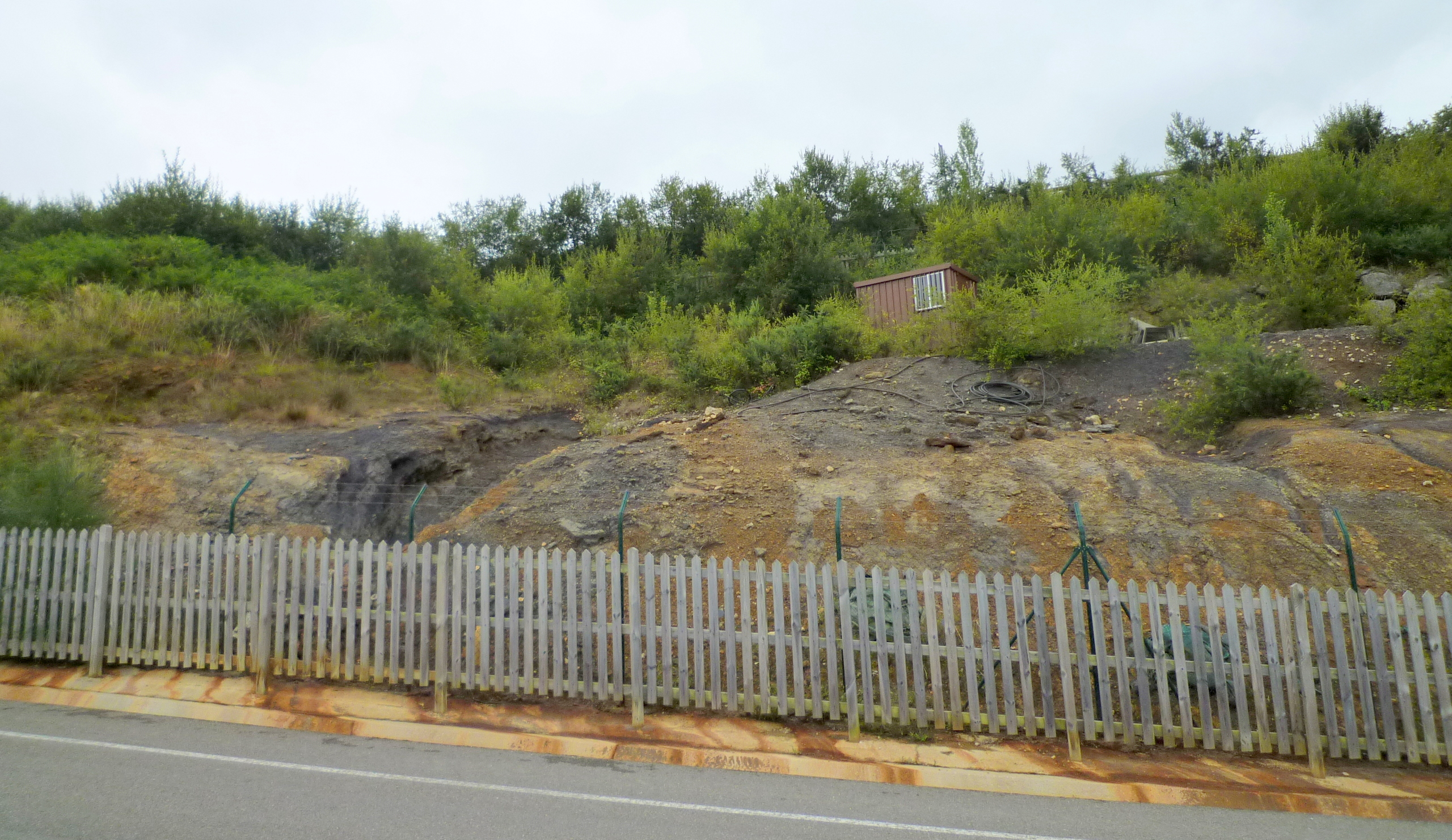